# 川北眞紀子
川北 眞紀子（かわきた まきこ、1963年 - ）は、日本の経営学者。南山大学経営学部教授。専門は、マーケティング・消費者行動分析。

## 略歴
三重県四日市市出身。三重県立四日市高等学校、筑波大学芸術専門学群卒業。リクルート勤務を経て、名古屋市立大学経営学研究科、慶應義塾大学大学院経営管理研究科博士課程単位取得満期退学。経営学博士（慶應義塾大学：2009年）。
豊橋創造大学情報ビジネス学部准教授、中部大学経営情報学部教授などを経て2014年より現職。

## 著書

### 共著
- 『日本型マーケティングの新展開』（有斐閣, 2010年）
- 『広報・PR論 - パブリック・リレーションズの理論と実際』（有斐閣, 2014年）